# Appignano del Tronto
Appignano del Tronto là một đô thị tại tỉnh Ascoli Piceno ở vùng Marche, Ý.